# Алуне (язык)
Алуне (Alune, Patasiwa Alfoeren, Sapalewa) — австронезийский язык, на котором говорит народ алуне в 27 деревнях округов Кайрату, Серам-Барат, Танивель на западе острова Серам и на Молуккских островах в Индонезии.
У алуне есть несколько диалектов: кайрату, северо-прибрежный (никулкан-мурнатен-ваколо), центральновосточный (буриах-ветх-латураке), центральнозападный (ниниари-пиру-риринг-лумори), южный (рамбату-манусса-румберу).